# Justicia calliantha
Justicia calliantha är en akantusväxtart som beskrevs av Emery Clarence Leonard. Justicia calliantha ingår i släktet Justicia och familjen akantusväxter. Inga underarter finns listade i Catalogue of Life.